# قرار مجلس الأمن التابع للأمم المتحدة رقم 571
قرار مجلس الأمن التابع للأمم المتحدة رقم 571، المتخذ بالإجماع في 20 سبتمبر 1985، بعد الاستماع إلى مذكرات من جمهورية أنغولا الشعبية، أشار المجلس إلى القرارات بما في ذلك 387 (1976)، 418 (1977)، 428 (1978)، 447 (1979)، 454 (1979)، 475 (1980)، 545 (1983) و546 (1984)، وأعرب عن قلقه إزاء الهجمات المستمرة على البلاد من قبل جنوب أفريقيا من خلال جنوب غرب أفريقيا المحتلة.
وطالب المجلس جنوب أفريقيا بوقف الهجمات واحترام سيادة أنغولا وسلامة أراضيها، مشيراً إلى أن أنغولا لها الحق في التعويض عن الهجمات. وطالب القرار جنوب إفريقيا بالسحب الفوري لكافة قواتها العسكرية من أنغولا. كما أدان جنوب إفريقيا لاستخدامها ناميبيا المحتلة (جنوب غرب إفريقيا آنذاك) كنقطة انطلاق للهجمات ، وحث جميع الدول الأعضاء على تنفيذ حظر الأسلحة المفروض في القرار 418 (1977) بشأن جنوب إفريقيا.
أخيرًا، عين القرار لجنة لزيارة أنغولا للتحقيق في ملابسات وتأثير هجوم جنوب إفريقيا، وتقديم التقارير في موعد لا يتجاوز 15 نوفمبر 1985، وفي غضون ذلك حث الدول الأعضاء على الضغط على حكومة جنوب إفريقيا للامتثال للقرارات السابقة.